# The Trouper
The Trouper è un film muto del 1922 diretto da Harry B. Harris.

## Produzione
Il film fu prodotto dalla Universal Film Manufacturing Company.

## Distribuzione
Il copyright del film, richiesto dalla Universal Film Manufacturing Co., fu registrato l'8 luglio 1922 con il numero LP18038.
Distribuito dalla Universal Film Manufacturing Company, il film uscì nelle sale degli Stati Uniti il 23 luglio 1922, presentato in prima a New York presumibilmente il 17 luglio.